# Поспішай у завтра
Поспішай у завтра (англ. Hurry Up Tomorrow) — американський психологічний трилер, знятий і змонтований Треєм Едвардом Шульцем, заснований на однойменному шостому студійному альбомі Ейбеля «The Weeknd» Тесфає. Прем'єра відбулась 16 травня 2025 року. Сценаристами разом з Шульцем виступили Тесфає та Реза Фахіма. Вони також спродюсували цей фільм разом із Кевіном Туреном та Харрісоном Крейсом. У ролях знімаються Ейбель Тесфає, Дженна Ортега, Баррі Кіоган і Геббі Барретт.

## У ролях
- Ейбель Тесфає
- Дженна Ортега
- Баррі Кеоган
- Габбі Баррет в ролі Ізабелли
- Чарлі Д'Амеліо в ролі танцюриста

## Виробництво

### Зйомки
Режисером-постановником і режисером монтажу фільму «Поспішай у завтра» став Трей Едвард Шульц. Він написав сценарій разом з Абелем «The Weeknd» Тесфає та Резою Фахімом, історія якого заснована на однойменному шостому студійному альбомі Тесфає. Тесфайе та Фахім також продюсували фільм через Manic Phase разом із Кевіном Туреном та Гаррісоном Крейсом. Виконавчими продюсерами виступили Шульц, Дженна Ортега, Майкл Рапіно, Раян Крофт, Вассім «Сел» Слейбі та Гаррісон Хаффман. Чейз Ірвін займався операторською роботою, а Даніель Лопатін разом з Тесфайє склав музику. Це був один з останніх проєктів, над яким Турен працював перед своєю смертю в листопаді 2023 року.
Тесфайє, Ортега, Баррі Кеоган і Габбі Барретт зіграють головні ролі. Це стане акторським дебютом Тесфає в повнометражному кіно — раніше він знявся в епізодичній ролі самого себе у фільмі «Неграновані коштовності» (2019), а також виконав головну роль у телесеріалі HBO «Ідол» (2023). Попри те, що Ортега та Кеоган обмірковували кілька пропозицій, вони обоє хотіли, щоб фільм став їхнім наступним проектом. Створення фільму почали після того, як вони взяли на себе зобов'язання. Live Nation Entertainment профінансувала фільм із бюджетом понад 20 мільйонів доларів.

### Постпродакшн
Відповідно до журналістського розслідування, проведеного в липні 2024 року Кімом Мастерсом, головним редактором The Hollywood Reporter, «Поспішай завтра» цілий рік стояв на стадії постпродакшну і не міг залучити потенційних покупців. Це призвело до того, що давні стосунки Турена з режисером Семом Левінсоном, який також працював над «Ідолом», зіпсувалися після того, як Левінсон відчув себе «зрадженим» тим, що Турен був залучений до проєкту без його відома. Турен стверджував, що він сказав дружині Левінсона, Ешлі Левінсон, про «Поспішай у завтра», але вона не виявила жодного інтересу і ніколи не згадувала про це своєму чоловікові. Декілька джерел Мастерса кажуть, що Ешлі заперечувала, що щось знала про фільм.

## Прем'єра
У листопаді 2024 року Lionsgate оголосили про придбання прав на всесвітнє розповсюдження Поспішай у завтра.  Прем'єра фільму в США запланована на 16 травня 2025 року. 

## Зовнішні посилання
- Поспішай у завтра на сайті IMDb (англ.)